# Anhaltische Kohlenwerke
Die Anhaltische Kohlenwerke AG (AKW) war ein börsennotiertes Unternehmen der deutschen Montanindustrie im Mitteldeutschen Braunkohlerevier. Das Restvermögen der Aktiengesellschaft wird heute von einer Vermögensgesellschaft verwaltet.

## Gründung
Die Vorgeschichte des Unternehmens geht bis auf das Jahr 1867 zurück, als die eigens dafür gegründete Froser Braunkohlen-Bergbau AG nach der Verleihung von Grubenfeldern in Frose die Braunkohlengrube Ludwig aufschloss, die später in Zeche Anhalt umbenannt wurde. Aus deren Betreibergesellschaft, der Gewerkschaft Zeche Anhalt entstand 1881 die Anhaltische Kohlenwerke AG mit Sitz in Berlin. In den Folgejahren expandierte die AKW durch den Zukauf und den Aufschluss zahlreicher weiterer Braunkohlegruben in der Region. 1908 verlegte das Unternehmen seinen Sitz von Berlin in die preußische Provinz Sachsen, nach Halle an der Saale.

## Übernahmen

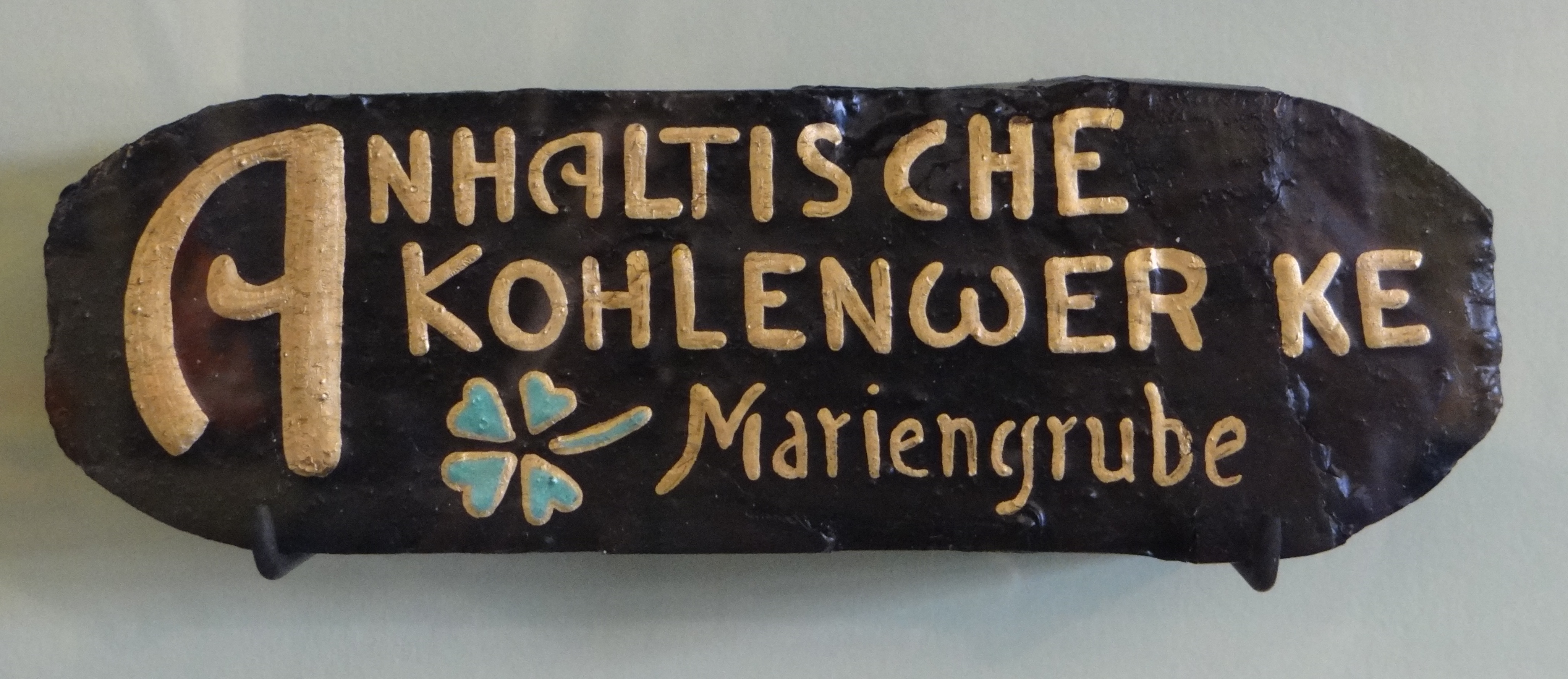
Zierbrikett aus der Brikettfabrik Mariengrube der Anhaltische Kohlenwerke AG

Im Jahr 1918 erwarb der jüdische Unternehmer Julius Petschek (Prag) die Aktienmehrheit der Anhaltische Kohlenwerke AG. Nach Verabschiedung des Kohlenwirtschaftsgesetzes (1919) wurden die AKW Pflichtmitglied im Mitteldeutschen Braunkohlen-Syndikat.
Ab dem 1. Oktober 1924 arbeitete das Unternehmen im Rahmen einer Verwaltungsgemeinschaft mit der Werschen-Weißenfelser Braunkohlen AG zusammen, deren Aktienmehrheit sich ebenfalls im Besitz von Julius Petschek befand. Bis zum Ende der 1920er Jahre entwickelten sich die faktisch bereits zusammengehörenden Unternehmen zu den größten Braunkohlenförderern in Mitteldeutschland.
Nach dem Tod von Julius Petschek im Jahr 1932 entschieden seine Erben, die Geschäfte in Deutschland aufzugeben und übertrugen die Aktien der Anhaltische Kohlenwerke AG und der Werschen-Weißenfelser Braunkohlen AG über eine britische Zwischenholding auf den US-amerikanischen Konzern United Continental Corporation (UCC). Im Oktober 1934 erwarb die Gesellschaft zehn Prozent der Aktien der Braunkohle-Benzin AG (BRABAG). Am 15. Mai 1938 kaufte der Industrielle Friedrich Flick den Prager Petscheks ihre 67 Prozent Aktienanteile an der Anhaltische Kohlenwerke AG und ihre 88 Prozent an der Werschen-Weißenfelser Braunkohlen AG für zusammen 6.325.000 US-Dollar ab.
Dabei hatte die New Yorker Petschek-Holding UCC zu Beginn der Verhandlungen 18 Millionen US-Dollar für beide Aktienpakete gefordert, eine Summe die Flick nicht aufbringen konnte, und die das Reichswirtschaftsministerium aufgrund der Devisenverkehrsbeschränkung unter keinen Umständen genehmigt hätte. Tatsächlich lag das Anlagevermögen der Werschen-Weißenfelser Braunkohlen AG im Jahr 1937 bei umgerechnet rund 10 Millionen Dollar und bei der Anhaltische Kohlenwerke AG bei rund 15 Millionen Dollar, woraus sich entsprechend ihren prozentualen Aktienanteilen rund 8,8 Millionen Dollar bei der Werschen-Weißenfelser Braunkohlen AG und 9,9 Millionen Dollar bei der Anhaltische Kohlenwerke AG ergaben. In der NS-Presse wurde über die „Rückführung der Aktienmehrheit beider Gesellschaften in deutsche Hände“ und über „die Maßnahmen, die bei der Arisierung notwendig waren“, detailliert berichtet. Das Reichspropagandaministerium sprach von einem „wichtigen Schritt bei der Entjudung der Kohlewirtschaft“.
Anfang Juni 1938 erwarb die Werschen-Weißenfelser Braunkohlen AG die Aktienmehrheit der AKW. Am 16. April 1940 erfolgte die vollständige Eingliederung der Werschen-Weißenfelser AG in die Anhaltische Kohlenwerke AG. Zeitgleich wurde der Sitz des Unternehmens von Halle zurück nach Berlin verlegt. 1940 erlangten die AKW von den Reichswerken Hermann Göring nach einem Bieterverfahren Aktienanteile von Gruben aus dem enteigneten Besitz der Ignaz-Petschek-Gruppe (Aussiger Petscheks) im Geiseltal und Oberschlesien sowie die Aktienmehrheit an der Eintracht Braunkohlenwerke und Brikettfabriken AG in Welzow. 1941 übernahm die Harpener Bergbau AG 25 Prozent der AKW-Aktien. Ihrerseits erwarb die AKW ein Jahr später 12 Prozent an der Hochofenwerk Lübeck AG.
Während des Zweiten Weltkriegs war die Anhaltische Kohlenwerke AG der größte und bedeutendste Brikettproduzent in Deutschland. Von Januar 1940 bis Dezember 1944 gab die Geschäftsleitung in Zusammenarbeit mit der Gesellschaft für Arbeitspädagogik und technische Arbeitsforschung die Werkszeitschrift der Anhaltische Kohlenwerke AG Der Braunkohlenbergmann heraus. Dieses Periodikum stellt ein wichtiges Zeitdokument der AKW, aber auch der technischen Forschung und Entwicklung allgemein der Braunkohlenindustrie dar.

## Nachkriegszeit

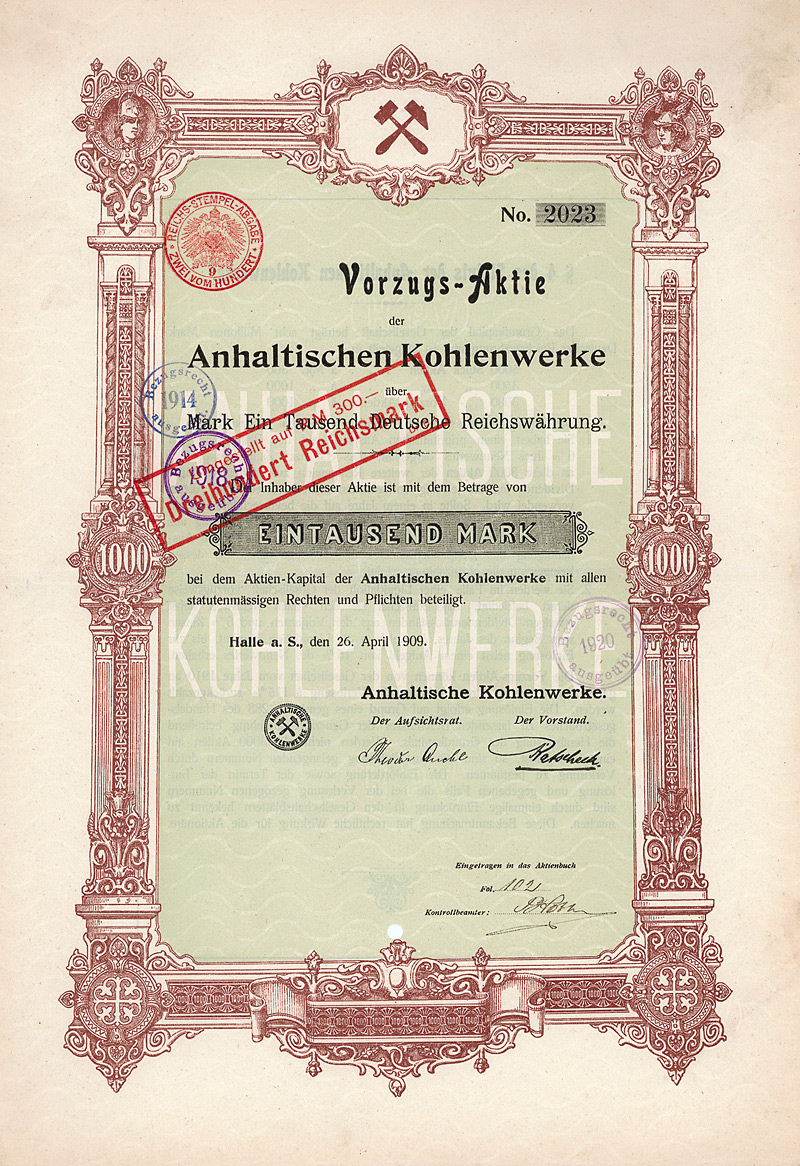
Vorzugsaktie über 1000 Mark der Anhaltischen Kohlenwerke vom 26. April 1909

Nach der Besetzung Mitteldeutschlands durch die Rote Armee begannen ab Juni 1945 sowjetische Kommandos unter dem Mantel der Reparation mit der Demontage von Anlagen und Maschinen. Nicht wenige Gruben und Fabriken der Anhaltische Kohlenwerke AG verloren bis zu 100 Prozent ihres Maschinenparks. Eine Anrechnung auf das sowjetische Reparationskonto fand für diese Beutetransporte nicht statt.
Die anschließende Enteignung erfolgte formal nicht durch die Sowjetische Militäradministration in Deutschland (SMAD), sondern durch eingesetzte kommunistische deutsche Handlanger. Zunächst ordnete der Präsident der neu gegründeten Provinz Sachsen am 3. Oktober 1945 an, „zur Sicherung der Wirtschaft“ die Anhaltische Kohlenwerke AG in die Verfügungsgewalt des Landes zu übernehmen. Kurz darauf erließ das Präsidium der Landesverwaltung auf der Grundlage eines „Volksentscheids“ eine Verordnung über die Verstaatlichung sämtlicher Bergbauunternehmen. Am 29. Oktober 1945 folgte der Beschluss, „zur Sicherung der Demokratie und des Friedens die dem Kriegsverbrecher Flick gehörigen und in der Provinz Sachsen gelegenen Unternehmungen mit allen ihren Beteiligungen und Rechten, sowie allen sonstigen im Besitz des Kriegsverbrechers Flicks befindlichen Vermögenswerte“ zu enteignen und in den Besitz des Landes zu überführen.
Dieser Beschluss bildete den sowjetischen propagandistischen Auftakt zum Flick-Prozess. Bis zu dessen Beginn hielt sich die Moskauer Regierung mit der Enteignung von Unternehmen in der SBZ zurück. Für die Sowjets war Flick lediglich pars pro toto. Denn dieser „Volksentscheid“ diente fortan als Legitimation für Enteignungen in der gesamten Sowjetzone. Die verstaatlichten Unternehmen wurden in sogenannte Volkseigene Betriebe oder in Sowjetische Aktiengesellschaften (SAG) umgewandelt. Am 16. November 1946 erfolgte die Eingliederung der Anhaltische Kohlenwerke AG nebst der angeschlossenen Tagebaue und sämtlicher Fabriken in die SAG Maslo (deutsch Sowjetische Aktiengesellschaft für Öl und Fett). Die Betriebe der SAG Maslo produzierten für die folgenden sechs Jahre nahezu ausschließlich für die UdSSR. Im April 1952 gestattete die SMAD der DDR den etappenweisen „Rückkauf“ von Braunkohlewerken. Jedoch wurden erst nach dem Volksaufstand vom 17. Juni 1953 die Reparationsleistungen vollständig eingestellt.
Die früheren Hauptaktionäre sowie mehrere Direktoren und Werksleiter der Anhaltische Kohlenwerke AG konnten 1945 und 1946 rechtzeitig nach Westdeutschland entkommen. Tatsächlich wurden nicht wenige leitende Angestellte und Bergingenieure verschiedener Braunkohlenwerke von Angehörigen der Roten Armee verhaftet und im Speziallager Nr. 2 in Buchenwald wegen angeblicher Kriegsverbrechen erschossen. Die Generalstaatsanwaltschaft der Russischen Föderation erklärte 1994 fast alle diese Urteile für Unrecht und rehabilitierte die betroffenen Betriebsleiter.
Formal bestand die AKW als Aktiengesellschaft fort, ab 1950 mit Sitz in West-Berlin. Gleichfalls existierte die AKW in den Bilanzen der Anteilseigner ohne Geschäftsbetrieb weiter. Im Zuge der Währungsreform erfolgte im Jahr 1952 eine offizielle Wertpapierbereinigung der AKW-Aktien. Die nachweisbar Berechtigten erhielten neue Papiere, die 1:1 von Reichsmark auf Deutsche Mark umgestellt wurden. Nominal betrug im Jahr 1957 das Anlagekapital der AKW 95 Millionen DM.
Real verfügte die Anhaltische Kohlenwerke AG im Jahr 1961 über ein Gesamtkapital von 15,8 Millionen DM und erwirtschaftete einen Erlös von 600.000 DM. Einerseits besaß die Gesellschaft unverändert Beteiligungen an Unternehmen, deren Aktien sie vor 1945 erworben hatte, anderseits erwarb die AKW ab 1950 auch neue Beteiligungen an verschiedenen Unternehmen. Zu dem Aktien-Altbesitz zählten beispielsweise Anteile an der Hochofenwerk Lübeck AG. Ebenso war die AKW unverändert ein Hauptaktionär der BRABAG, die zwar auch ihre Werke in Mitteldeutschland verloren hatte, aber unter anderem über Beteiligungen an Mineralölunternehmen sowie über Tankstellennetze in Westdeutschland verfügte. Damit stellten die Aktien vieler in der Sowjetischen Besatzungszone enteigneter Unternehmen alles andere als nur „Hoffnungswerte“ dar. Zu den Hauptaktionären der BRABAG zählten nach 1945 neben der Anhaltische Kohlenwerke AG, die Union Rheinische Braunkohlen Kraftstoff AG, die DEA, und an erster Stelle der Bund.

## Rechtsansprüche
Hauptanteilseigner der Anhaltische Kohlenwerke AG blieb konstant Friedrich Flick. 1957 verkaufte er AKW-Aktien im Nominalwert von 40 Millionen DM für reale 49 Millionen DM an die französische Société Nouvelle Sidéchar SA, die das Aktienpaket auf die zu ihr gehörende Harpener Bergbau AG übertrug. Diese verkaufte die Aktien an die zur bundeseigenen Salzgitter AG gehörenden Märkische Steinkohlengewerkschaft KG mit Sitz in Heessen. Die Salzgitter AG, die damals offiziell noch unter der Bezeichnung „Reichswerke“ firmierte, gab mit Einwilligung der Bundesregierung einen Teil dieser AKW-Aktien an die United Continental Corporation (UCC) nach New York weiter.
Hintergrund dieser Transaktionen waren Restitutionsansprüche, die von der New Yorker Petschek-Holding UCC gegenüber Friedrich Flick und gegenüber der Bundesrepublik Deutschland, als Rechtsnachfolger der Reichswerke Hermann Göring, erhoben wurden. Als Streitwert setzten die Petschek-Erben 18 Millionen Dollar an. Diese Summe hatten sie ursprünglich bei den Verkaufsverhandlungen 1937 gefordert und entsprach ihrem prozentualen Aktienanteil am damaligen Anlagevermögen der Werschen-Weißenfelser Braunkohlen AG und der Anhaltische Kohlenwerke AG. Die Anspruchsteller gaben nach dem Krieg an, dass sie ihre Aktienanteile an der AKW und der Werschen-Weißenfelser Braunkohlen AG „unter normalen Bedingungen“ nicht für zusammen nur 6.325.000 US-Dollar verkauft hätten. Allerdings interpretierten auch die Petscheks das damalige Geschäft mit Flick rechtlich als nicht sittenwidrig. Hintergrund: Bei Sittenwidrigkeit wären alle seinerzeit geschlossenen Verträge für nichtig erklärt worden. Daran hatten die Petschek-Erben kein Interesse, da in diesem Fall real nur ein Anspruch auf Rückzahlungen des Kaufpreises nebst Zinsen bestand. Dementsprechend betrug die Nachforderung nebst Zinsen 12 Millionen Dollar, was faktisch nichts anderes als eine Kaufpreis-Nachverhandlung darstellte.
Nach rechtlichen Auseinandersetzungen über eine Dauer von zehn Jahren, wobei hierbei berücksichtigt werden muss das die Bundesrepublik erst 1949 gegründet wurde und Friedrich Flick bis 1950 noch inhaftiert war, einigten sich die Beteiligten im Jahr 1957 einvernehmlich. Die Erben erhielten von Flick einen in der Gesamtsumme nicht veröffentlichten finanziellen Ausgleich sowie Aktien im Nominalwert von 2,5 Millionen DM an der Salzdetfurth AG, die sich noch im Besitz der Restverwaltung der Anhaltische Kohlenwerke AG befanden. Zusätzlich gewährte die Bundesrepublik Deutschland über die Salzgitter AG den Petscheks Aktien der Anhaltische Kohlenwerke AG im Wert von 46 Millionen DM. Nach dieser Transaktion besaß Flick in seinem Portefeuille noch etwa 55 Prozent vom Anlagekapital der Anhaltische Kohlenwerke AG und blieb damit Mehrheitseigner. Der Großteil dieser Aktien stellte jedoch faktisch nur theoretische Vermögenswerte dar, da die Bergbaubetriebe in der DDR lagen und damit die Wertpapiere nicht valutierbar waren. Allerdings gingen offensichtlich alle Beteiligten zu dieser Zeit fest von einer Wiedervereinigung der beiden Teile Deutschlands oder zumindest von einem Friedensvertrag mit gegenseitiger Anerkennung aus.
Infolge der Deutschen Wiedervereinigung im Jahr 1990 wurden durch das Entschädigungs- und Ausgleichsleistungsgesetz von 1994 alle auf Reichsmark lautenden Inhaberpapiere für kraftlos erklärt. Eigentümer konnten daraufhin keine Rechte mehr aus den Wertpapieren herleiten, aber sie erwarben einen Herausgabeanspruch. Entsprechende Anträge konnten bis zum 31. Mai 1995 beim Bundesamt zur Regelung offener Vermögensfragen gestellt werden. Hierbei war selbstverständlich der Unterschied zwischen Stammaktien und Vorzugsaktien zu beachten.
Die Petschek-Familie, die heute überwiegend in den USA lebt, meldete 1992 gegenüber der Bundesanstalt für vereinigungsbedingte Sonderaufgaben Ausgleichsforderungen in Höhe von 400 Millionen DM unter anderem für entgangene Abbaurechte an Kohlengruben an. Im Rahmen eines Vergleichs einigte sich die Bundesrepublik Deutschland mit den Petschek-Erben im Jahr 2001 auf einen in der Summe nicht veröffentlichten finanziellen Ausgleich.

## Gegenwart
1984 firmierten die AKW in AK Vermögensverwaltungs-GmbH um. Seit 2003 hält die Deutsche Bank einen Anteil von 20 Prozent an dem Unternehmen. Die AK Vermögensverwaltungs-GmbH ist im Handelsregister im Wirtschaftsbereich Finanzen- und Vermögensverwaltung klassifiziert. 2007 wurde der Geschäftssitz von Berlin nach Düsseldorf verlegt.

## Werke und Produkte
Das Unternehmen war vor allem in der Gewinnung und Weiterverarbeitung von Braunkohle in Anhalt und Thüringen tätig. Es betrieb unter anderem:
- Bergwerke
- Brikettfabriken
- Schwelwerke
- Ziegeleien
- Kohlekraftwerke